# Associazione Calcio Siena 1948-1949
Questa voce raccoglie le informazioni riguardanti l'Associazione Calcio Siena nelle competizioni ufficiali della stagione 1948-1949.

## Rosa
| N. |                   | Ruolo | Calciatore         |
| -- | ----------------- | ----- | ------------------ |
|    | Italia (bandiera) | C     | G. Barcelli        |
|    | Italia (bandiera) | C     | Adolfo Bellucci    |
|    | Italia (bandiera) | A     | F.P. Carbone       |
|    | Italia (bandiera) | D     | Ennio Cardoni      |
|    | Italia (bandiera) | A     | Agostino Casini    |
|    | Italia (bandiera) | C     | Bruno Cavicchioli  |
|    | Italia (bandiera) | C     | Mario De Grassi    |
|    | Italia (bandiera) | C     | Giuliano Gallarate |

| N. |                   | Ruolo | Calciatore        |
| -- | ----------------- | ----- | ----------------- |
|    | Italia (bandiera) | P     | Azelio Gervasi    |
|    | Italia (bandiera) | A     | Giuseppe Grazioli |
|    | Italia (bandiera) | D     | U. Guideri        |
|    | Italia (bandiera) | C     | Luigi Martelli    |
|    | Italia (bandiera) | A     | Nilo Rapaccini    |
|    | Italia (bandiera) | A     | Franco Rossi      |
|    | Italia (bandiera) | D     | Miro Tremolada    |